# Amphiporus matuanus
Amphiporus matuanus är en djurart som tillhör fylumet slemmaskar, och som beskrevs av Korotkevich 1977. Amphiporus matuanus ingår i släktet Amphiporus och familjen Amphiporidae. Inga underarter finns listade i Catalogue of Life.